# Fort Saganne (film)
Pour l’article homonyme, voir Fort Saganne (roman).
Pour plus de détails, voir Fiche technique et Distribution.
Fort Saganne est un film français réalisé par Alain Corneau, sorti en 1984.
Il s'agit de l'adaptation du roman Fort Saganne de Louis Gardel publié en 1980.

## Synopsis
Peu avant la Première Guerre mondiale, un officier d'origine paysanne combat efficacement les tribus révoltées du Sahara. Malgré ses qualités de courage et d'abnégation, il est considéré comme un parvenu par la « bonne société » qui le méprise et le rejette. Il est envoyé à Paris pour appuyer les demandes de renforts, mais le conflit européen va tout bouleverser.

## Fiche technique
- Réalisation : Alain Corneau
- Assistants réalisateurs : Alain Centonze, Olivier Horlait
- Scénario : Alain Corneau, Henri de Turenne et Louis Gardel d'après le roman de ce dernier
- Photographie : Bruno Nuytten
- Montage : Thierry Derocles, Robert Lawrence
- Musique : Philippe Sarde, interprétée par le London Symphony Orchestra, sous la direction de Carlo Savina ; bande originale du film sur disque Milan REF: LC 8126 A Lux 238
- Décors : Jean-Pierre Kohut-Svelko
- Costumes : Veniero Colasanti, Rosine Delamare, Corinne Jorry
- Affiche : Philippe Lemoine
- Son : Pierre Gamet, Jean-Paul Loublier et Claude Villand
- Directeurs de production : Georges Casati, Bernard Lorain
- Régisseurs : Alain Artur, Patrick Meunier, Bruno François-Boucher
- Photographe de plateau : Georges Pierre
- Producteurs : Albina du Boisrouvray, Samuel Bronston
- Sociétés de production : Albina Productions, Films A2, Société française de production
- Sociétés de distribution : Acteurs Auteurs Associés (France), Shochiku (Japon)
- Pays de production :  France
- Langue : Français
- Tournage : du 8 août 1983 au 30 novembre 1983
- Format : Couleurs — 35 mm — 2,35:1 — Son : Dolby Stereo
- Genre : drame, historique, guerre
- Durée : 180 minutes (3 h 0)
- Date de sortie : 
  -  France : 11 mai 1984 (Festival de Cannes)

## Distribution
- Gérard Depardieu : Charles Saganne
- Philippe Noiret : Dubreuilh
- Catherine Deneuve : Louise Tissot
- Sophie Marceau : Madeleine
- Michel Duchaussoy : Baculard d'Arnaud
- Jean-Laurent Cochet : Bertozza
- Robin Renucci : Hazan
- Jean-Louis Richard : Flammarin
- Roger Dumas : Vulpi
- Hippolyte Girardot : Courette
- Sophie Grimaldi : la mère de Madeleine
- Florent Pagny : Lucien Saganne
- Pierre Tornade : Saganne père
- Said Amadis : Amajar
- Salah Teskouk : Embarek
- Abderrahmane El Kebir

## Autour du film
- Ce fut, à l'époque, le film le plus cher du cinéma français. Un véritable fort a été construit dans la Passe d'Amogjar, sur la piste de Chinguetti pour les besoins du tournage.
- Une poignée d'années après sa sortie en salles, le film fut diffusé en plusieurs soirs à la télévision française sur la chaîne Antenne 2 sous forme de mini-série incluant un certain nombre de scènes additionnelles[réf. souhaitée].
- Romy Schneider devait à l'origine interpréter le rôle de Louise mais, avec le décès de l'actrice survenu en mai 1982, le rôle revint à Catherine Deneuve.
- Le film devait être réalisé par Robert Enrico qui à la suite de la mort de Romy Schneider se retira du projet.

## Distinctions
- 1985 : César du cinéma
  - nomination au César du meilleur acteur pour Gérard Depardieu
  - nomination au César de la meilleure photographie pour Bruno Nuytten
  - nomination au César des meilleurs costumes pour Rosine Delamare et Corinne Jorry
  - nomination au César du meilleur son pour Pierre Gamet, Jean-Paul Loublier et Claude Villand